# Blacksta kyrka
Blacksta kyrka är en kyrkobyggnad i Blackstaby i Strängnäs stift. Den är församlingskyrka i Bettna församling. 

## Kyrkobyggnaden
Ursprungliga kyrkan byggdes på 1100-talet och bestod av ett långhus med smalare kor i öster. Någon gång på 1300-talet fick kyrkorummet sin rektangulära form. Omkring år 1500 uppfördes en sakristia norr om koret och ett vapenhus uppfördes vid kyrkans södra sida. På 1700-talet vidgades fönstren för att få in mer ljus. 1755 revs vapenhuset och södra portalen murades igen. Huvudingången flyttades till västra kortväggen. Klockringningen sker ännu manuellt.

## Inventarier
Invändigt finns en glasmålning som visar Kristi uppståndelse. I koret finns två medeltida järnkronor. I långhuset tre malmkronor. Predikstolen är skänkt till kyrkan 1755. I kyrkan finns även två begravningsvapen, ett för ätten Lilliehöök af Fårdala och ett för majoren Carl Sabelsköld (1590-1663), vilken tillsammans med hustrun Ingeborg Rosenstråle (1608-1674) donerade två vapenprydda stakar som fortfarande finns i kyrkan.

## Orgel
Kyrkans orgel hör till de äldre i Strängnäs stift. Den byggdes ursprungligen 1859 av orgelbyggaren Per Larsson Åkerman för läroverket i Strängnäs. 1892 sattes den upp i Blacksta kyrka med ny fasad. Orgeln har fem stämmor.

## Galleri

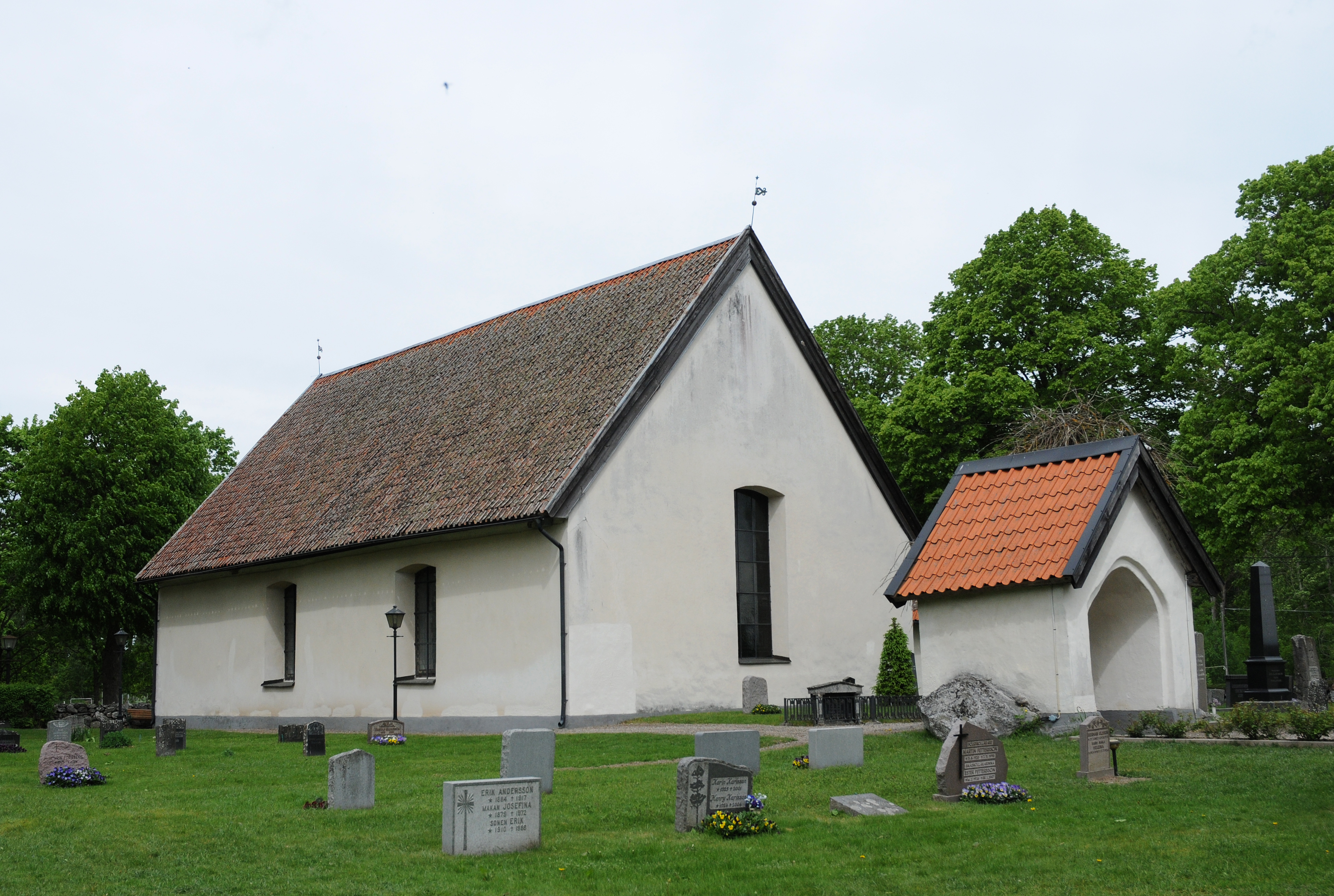
Vy från sydost
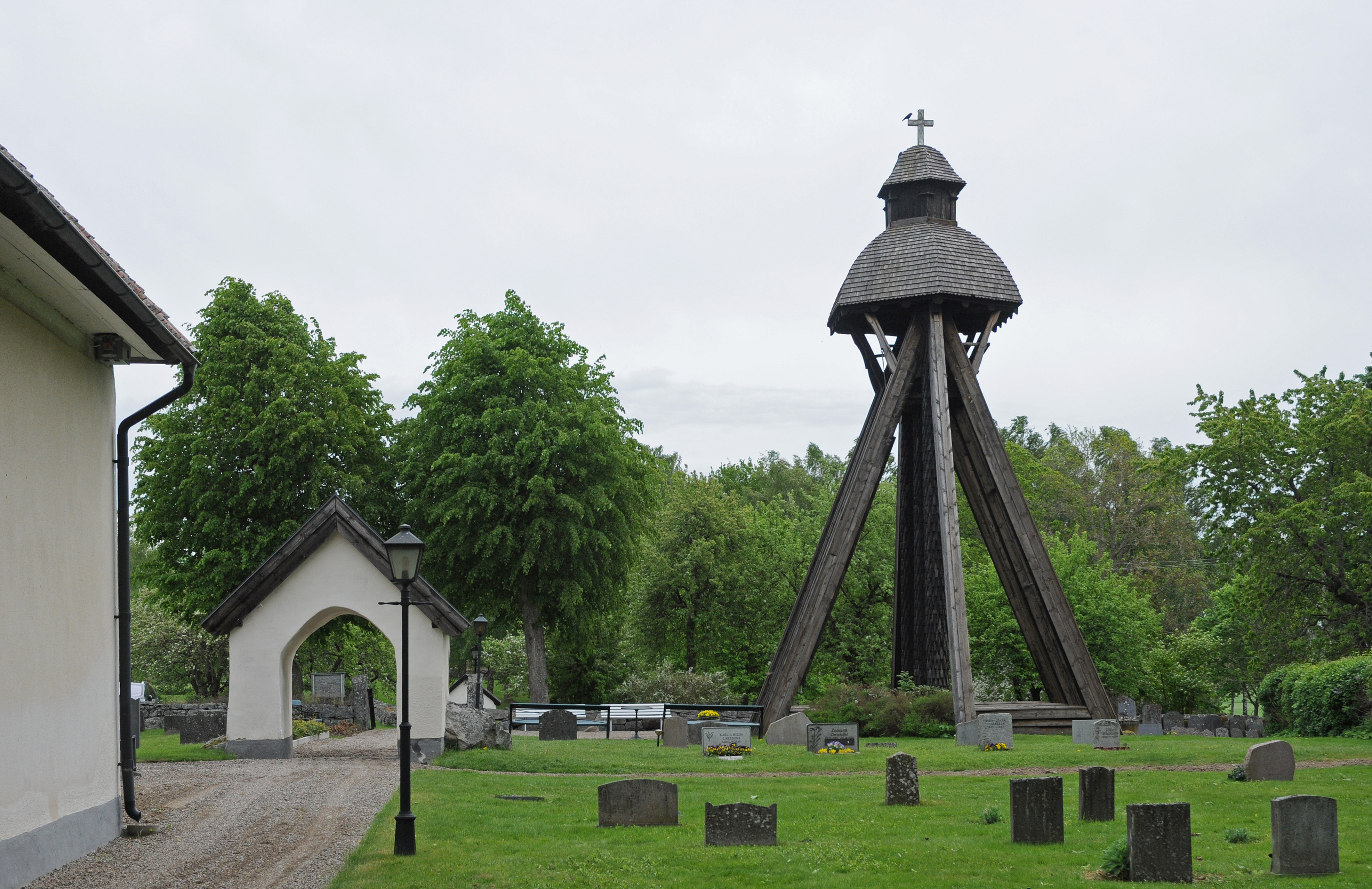
Klockstapeln

### Webbkällor
- byggnadspresentation